# The Lasting Power
The Lasting Power je druhé album od italské kapely Thy Majestie.

## Seznam skladeb
1. „Thy Majestie Theme“ - 1:47
2. „Wings Of Wind“ - 4:41
3. „March Of The Damned“ - 1:58
4. „Under Siege“ - 8:05
5. „Name Of Tragedy“ - 1:22
6. „Durnovaria“ - 1:33
7. „...At The Village“ - 0:49
8. „Mystery Of Forest“ - 6:51
9. „Cruenta Pugna“ - 2:34
10. „The Green Lands“ - 1:18
11. „Sword Of Justice“ - 7:16
12. „Tears Of Sorrow“ - 2:26
13. „Treachery“ - 5:22
14. „Nymph's Recall“ - 1:04
15. „Time To Battle“ - 7:34